# 段冠
段冠（？—1661年），原名段錫元，字文殊，號蘧覺，南直隶金坛县人，明朝政治人物。进士出身。

## 生平
天啓四年（1624年）舉甲子科應天鄉試，崇禎十年（1637年）丁丑科進士。吏部觀政，本年十月授南京戶部陝西司主事，十一年管理北新关，十三年升湖廣司郎中，崇祯十三年出任福建建宁府知府，十六年考察去職。順治十八年（1661年）牵涉金坛通海案，被捕入狱，段冠、江潢、史洪谟及王明試不胜刑而自诬，后以谋反大逆被斩。此案金坛知县任体坤依拟绞。共斩六十四人，家属男女没入，流徙大小老幼又共二百七十六人。段冠夫人年逾六十，流徙两年后死于戍所。

## 家族
曾祖段葆，廪生；祖段懋贤，贡生；父段廷望，廪生。